# Ciborio di Arnolfo
Il Ciborio di Arnolfo (in tedesco Arnulfziborium) è un manufatto di oreficeria carolingia (59×31×24 cm
) realizzato tra l'870 e il 890 circa, oggi conservato nel tesoro della Residenza di Monaco di Baviera.
L'opera, realizzata in oro, smalti cloisonné e gemme, rappresenta un raro esempio di altare portatile o di struttura architettonica miniaturizzata dell'epoca, associata alla committenza del re sassone Arnolfo di Carinzia.

## Storia
Il cosiddetto Ciborio di Arnolfo fu realizzato nel contesto della tarda età carolingia, probabilmente tra l'870 e l'890. Secondo la tradizione, il ciborio fu donato intorno all'893 dall'imperatore Arnolfo di Carinzia alla chiesa di San Emmerano a Ratisbona. Nella stessa occasione, Arnolfo offrì anche il piatto di legatura del Codex Aureus oggi a Monaco. La donazione del ciborio è documentata iconograficamente nell'Evangeliario di Uta di Ratisbona.
La cultura artistica delle corti carolinge in questo periodo promuoveva la creazione di oggetti liturgici di straordinario pregio, destinati a esprimere il prestigio imperiale e a riaffermare la continuità simbolica con la tradizione romana e bizantina. Il Ciborio di Arnolfo si inserisce in questo contesto di produzione di manufatti destinati a sottolineare visivamente il potere sacralizzato della monarchia cristiana.
Il manufatto fu successivamente conservato nel tesoro della cappella palatina di Aquisgrana o in ambienti connessi alla corte, prima di giungere, verosimilmente in epoca moderna, alla Residenza di Monaco di Baviera, dove si trova tuttora custodito nel tesoro imperiale (Schatzkammer). La tradizione di associarlo ad Arnolfo di Carinzia si consolidò nella storiografia antiquaria bavarese tra il XVII e il XVIII secolo.

## Descrizione
Il Ciborio di Arnolfo si presenta come una struttura architettonica miniaturizzata, modellata sul tipo del baldacchino a quattro colonne che sovrasta gli altari maggiori nelle basiliche paleocristiane e carolinge. L'opera è composta da un basamento rettangolare su cui si innalzano altre quattro colonnine, sorreggenti una copertura a doppio spiovente.
La sommità della copertura a doppio spiovente è ornata da un fregio in filigrana, entro cui sono incastonate pietre preziose. Le falde del tetto sono decorate a sbalzo con scene tratte dalla Vita di Cristo, mentre i timpani accolgono raffigurazioni simboliche. Anche i peducci degli archetti che sorreggono la struttura presentano decorazioni a sbalzo. Al centro della base si trova una pietra d'altare realizzata in calcedonio verde cupo. Parte della decorazione originaria, in particolare le pietre preziose dei timpani e il coronamento sommitale del tetto, è andata perduta.
La struttura è realizzata principalmente in legno rivestito da lastre d'oro, smalti cloisonné e gemme preziose. Le superfici dorate sono ornate da motivi ornamentali a tralci, grifi e intrecci vegetali, realizzati mediante la tecnica dello sbalzo e del cesello. Gli smalti cloisonné decorano sia le basi sia i capitelli delle colonne, con effetti cromatici vibranti tipici dell'oreficeria carolingia.
Le dimensioni relativamente contenute del ciborio suggeriscono che l'oggetto non fosse destinato alla copertura di un altare stabile, ma piuttosto utilizzato come altare portatile o reliquiario cerimoniale. L'impiego di materiali preziosi e la ricercatezza delle tecniche esecutive ne sottolineano la funzione simbolica di strumento liturgico e di manifestazione visiva della regalità sacralizzata.

## Stile
Lo stile del ciborio di Arnolfo riflette le caratteristiche mature dell'oreficeria carolingia tardo-imperiale, distinguendosi per la fusione di elementi classicheggianti e motivi ornamentali più astratti e dinamici. La struttura architettonica in miniatura richiama direttamente i cibori paleocristiani e bizantini, riaffermando il legame ideale con l'antichità e il concetto di renovatio imperii promosso dalla cultura carolingia.
Le colonne, pur riprendendo modelli antichi, sono trattate in maniera vivace, accentuando l'effetto dinamico grazie alla decorazione a smalti policromi. Gli elementi vegetali stilizzati, le palmette e i grifi che ornano le superfici dorate, si inseriscono nella tradizione dell'arte orafa carolingia, in particolare dell'area renana e della scuola di Reims. L'uso sapiente della tecnica cloisonné, con campiture di smalto vivace separate da sottili filamenti d'oro, conferisce all'insieme una luminosità diffusa e scintillante, destinata a evocare visivamente la dimensione del sacro.
Gli studi hanno evidenziato come l'iscrizione posta sul ciborio, insieme ad alcune piccole aggiunte decorative, sia frutto di un restauro successivo, avvenuto tra il 975 e il 1001. Inoltre, è stata proposta una provenienza del manufatto, analogamente alla legatura del Codex Aureus di Sant'Emmerano, da un'officina della Francia occidentale, forse operante a Reims sotto il patrocinio di Carlo il Calvo attorno all'870. Questa attribuzione è oggi unanimemente accettata dalla critica, anche in virtù delle affinità stilistiche riscontrabili tra la lavorazione a sbalzo del ciborio e quella dei piatti di legatura del Codex Aureus di Ratisbona e del Codex di Lindau. Altri hanno proposto una datazione leggermente più tarda per il ciborio, compresa tra l'887 e il 896, identificando in Arnolfo di Carinzia il committente effettivo del manufatto.